# Popillia dichroa
Popillia dichroa är en skalbaggsart som beskrevs av Blanchard 1851. Popillia dichroa ingår i släktet Popillia och familjen Rutelidae. Inga underarter finns listade i Catalogue of Life.